# 蘭氏裂燈鱂
蘭氏裂燈鱂，為輻鰭魚綱鯉齒目鯉齒亞目花鳉科的其中一種，被IUCN列為易危保育類動物，分布於非洲甘比亞河上游及Bafing河流域，體長可達4.5公分，屬肉食性，生活習性不明，可作為觀賞魚。

## 擴展閱讀
維基物種上的相關：蘭氏裂燈鱂